# Amphistium paradoxum
Amphistium paradoxum — вимерлий вид променеперих риб ряду Камбалоподібні (Pleuronectiformes). Вид вважається базальною формою камбалоподібних та перехідною формою від окунеподібних риб. На відміну від сучасних камбалових, у Amphistium очі не повністю зміщені на одну сторону голови, зокрема одне око розміщене на верхню частину голови. Скам'янілі рештки риби знайдені у відкладеннях формування Monte Bolca на півночі Італії поблизу міста Верона. Amphistium має округло-овальне, з боків сильно сплющене тіло і колючі промені у спинному і анальному плавцях, що проходять через весь край тіла. Останній має 21-22 м'яких променів. Його зовнішній край опуклий. Хвіст довгий, неподільний і округлий. Очі маленькі.